# قرار مجلس الأمن التابع للأمم المتحدة رقم 879
قرار مجلس الأمن التابع للأمم المتحدة رقم 879، المتخذ بالإجماع في 29 تشرين الأول / أكتوبر 1993، بعد إعادة تأكيد القرارات 782 (1992)، 797 (1992)، 818 (1993)، 850 (1993) و863 (1993) بشأن الحالة في موزمبيق، كرر المجلس أهمية اتفاقيات روما العامة للسلام ومدد ولاية عملية الأمم المتحدة في موزمبيق لفترة انتقالية تنتهي في 5 نوفمبر 1993.

## روابط خارجية
- نص القرار في undocs.org